# Tirana (1926)
Tirana – albański patrolowiec z okresu międzywojennego, jednostka prototypowa swojego typu. Została zbudowana w 1926 roku we włoskiej stoczni Società Veneziana Automobili Navali w Wenecji i w tym samym roku przyjęto ją do służby w Marynarce Wojennej Albanii. Okręt został zdobyty przez Włochów w 1939 roku, a po zawarciu przez Włochy zawieszenia broni z Aliantami w 1943 roku został przejęty przez Kriegsmarine. Jednostka po wojnie powróciła pod banderę albańską i służyła prawdopodobnie do lat 70. XX wieku.

## Projekt i budowa
„Tirana” zbudowana została we włoskiej stoczni Società Veneziana Automobili Navali w Wenecji na zamówienie Marynarka Wojenna Albanii w 1926 roku.

## Dane taktyczno-techniczne
Jednostka była niewielką motorową łodzią patrolową. Długość całkowita wynosiła 24,38 metra, a wyporność 46 ton. Okręt napędzany był przez silnik Diesla o mocy 450 koni mechanicznych (KM), który pozwalał osiągnąć prędkość 17 węzłów.
Uzbrojenie jednostki stanowiło jedno działo pokładowe kal. 76 mm L/40 Ansaldo 1917 oraz dwa karabiny maszynowe kal. 6,5 mm.

## Służba
W 1926 roku jednostkę wcielono do służby w Marynarce Wojennej Albanii pod nazwą „Tirana”. Pierwszy okres służby okrętu pod banderą albańską trwał do kwietnia 1939 roku, kiedy został zdobyty przez Włochów podczas podboju Albanii. Po zawarciu przez Włochy zawieszenia broni z Aliantami we wrześniu 1943 roku został przejęty przez Kriegsmarine. Po zakończeniu wojny patrolowiec powrócił do Albanii i służył prawdopodobnie do lat 70. XX wieku.